# Varför byta männen hustru?
Varför byta männen hustru? (originaltitel: Dodsworth) är en amerikansk romantisk dramafilm från 1936 i regi av William Wyler. I huvudrollerna ses Walter Huston, Mary Astor och David Niven. Filmen är baserad på en roman och en teaterpjäs av Sidney Howard.

## Handling
Affärsmanen Sam Dodsworth och hans fru åker till Europa på semester. Maken upptäcker att frun är otrogen med en annan man och blir mycket olycklig. Han träffar själv en kvinna, Edith, som lyckas muntra upp honom. Hans fru inser vad som håller på att hända och blir ångerfull, vilket är helt förgäves.

## Rollista
- Walter Huston - Sam Dodsworth
- Ruth Chatterton - Fran Dodsworth
- Paul Lukas - Arnold Iselin
- Mary Astor - Edith Cortright
- David Niven - Kapten Lockert
- Gregory Gaye - Kurt Von Obersdorf
- Mme. Maria Ouspenskaya - Baronessan Von Obersdorf
- Odette Myrtil - Renée De Penable
- Spring Byington - Matey Pearson
- Harlan Briggs - Tubby Pearson
- Kathryn Marlowe - Emily
- John Howard Payne - Harry